# جهاز تحكم إكس بوكس اللاسلكي
جهاز تحكم إكس بوكس اللاسلكي (بالإنجليزية: Xbox Wireless Controller)‏ هو جهاز التحكم الأساسي لمشغل ألعاب الفيديو المنزلي إكس بوكس ون وإكس بوكس سيربيس إكس وسيريس أس، سُوِقَ الجهاز لاستخدامه في أجهزة الحاسب التي تستخدم نظام ويندوز، ومتوافق مع أنظمة التشغيل الأخرى مثل ماك أو إس ولينكس وآي أو إس وأندرويد. يحافظ جهاز التحكم على التخطيط العام الموجود في جهاز تحكم إكس بوكس 360، ولكن مع تعديلات مختلفة على تصميمها، مثل الشكل المنقح، وعصي اللعب المعاد تصميمها، ومفاتيح الكتف، والمشغلات، جنبًا إلى جنب مع محركات الدمدمة الجديدة داخل المشغلات للسماح بالحركة اللمسية الاتجاهية ردود الفعل.